# Akechi Hidemitsu
Akechi Hidemitsu (明智 秀満?; 1536? – 4 luglio 1582) è stato un samurai giapponese del periodo Sengoku, servitore del clan Akechi.

## Biografia
La data di nascita di Hidemitsu non è nota con certezza, alcuni raccontano che nacque tra il 1535 e il 1537, altri ancora nel 1557. Hidemitsu era figlio di Tōyama Kageyuki (signore del castello di Myōchi) e Miyake Takasada (signore del castello di Hirose nella provincia di Mikawa). All'inizio prese il nome di Tōyama Kageharu (nome comune Rokurōzaemon); poi cambiò il nome con quello della famiglia della madre e divenne Miyake Yaheiji, e nuovamente, dopo aver sposato una delle figlie di Akechi Mitsuhide, prese il nome Akechi Hidemitsu.
In seguito al suo matrimonio con la figlia di Akechi Mitsuhide (che era stata precedentemente sposata con Araki Murashige), Hidemitsu divenne uno dei più fidati collaboratori di Mitsuhide, e spesso prestava servizio nell'avanguardia degli eserciti Akechi durante le battaglia che combattevano per il clan Oda. Fu decisivo nell'incidente di Honnō-ji, dove perse la vita Oda Nobunaga, e divenne una leggenda la sua rapida traversata a cavallo del lago Biwa per andare da Ōtsu a Sakamoto dopo la sconfitta nella battaglia di Yamazaki e la morte di Mitsuhide. I suoi uomini diedero fuoco al castello di Sakamoto e uccisero le loro famiglie e se stessi per seguire il loro padrone fino alla morte.
Mentre gran parte del clan Akechi fu distrutto al castello di Sakamoto, i figli di Hidemitsu, Miyake Shigetoshi e Tōyama Tarōgorō sopravvissero. Shigetoshi servì Terasawa Katataka nella rivolta di Shimabara e fu ucciso dalle forze ribelli di Amakusa Shirō, mentre Tarōgorō viene ricordato come l'antenato del famoso attivista politico del diciannovesimo secolo Sakamoto Ryōma.
Hidemitsu era conosciuto anche come Akechi Mitsuharu (明智 光春?).